# Karol Fuchs
Karol Stanisław Fuchs (ur. 27 marca 1887 w Warszawie, zm. 1940 w Kalininie) – podinspektor Policji Państwowej, ofiara zbrodni katyńskiej.

## Życiorys
Urodził się w rodzinie Ferdynanda i Marii z Naumanów. Ukończył 5 klas szkoły przemysłowo-technicznej. Od 1 stycznia do 31 grudnia 1905 był członkiem Organizacji Bojowej Polskiej Partii Socjalistycznej, a od 1 września 1916 do 11 listopada 1918 członkiem Polskiej Organizacji Wojskowej. Od 4 lipca 1915 służył w oddziałach Samoobrony Obywatelskiej. 
W Wojsku Polskim nie służył. W 1919 rozpoczął służbę w Policji Państwowej. 1 października 1922 został mianowany nadkomisarzem. Od 1928 oficer inspekcyjny m. st. Warszawy, a później w Lublinie.
1 listopada 1929 z rozporządzenia warszawskiego komendanta Edmunda Czyniowskiego dowodził oddziałem policji, który rozbił wiec Polskiej Partii Socjalistycznej, zorganizowany na stokach Cytadeli ku czci bojowników rewolucji 1905 roku. Pobito i poraniono kilkanaście osób. Wśród rannych byli m.in. Stanisław Dubois, Adam Pragier i Eugeniusz Przetacznik, ten ostatni pokaleczony przez samego Karola Fuchsa. Atak spotkał się z protestem ówczesnego Marszałka Sejmu Ignacego Daszyńskiego. Wiec PPS stał się w 1931 r. jednym z punktów oskarżenia działaczy Centrolewu w politycznym procesie brzeskim, którym zarzucano chęć siłowego obalenia rządu, a nawet ustroju.
Od 1 lutego 1933 komendant powiatowy Policji w Warszawie, od 1936 oficer inspekcyjny w Poznaniu, a następnie w Komendzie Wojewódzkiej w Warszawie. 1 kwietnia 1939 awansowany na stopień podinspektora.
Po wybuchu II wojny światowej, w okresie kampanii wrześniowej 1939 służył nadal w stołecznej Komendzie Wojewódzkiej. Po agresji ZSRR na Polskę z 17 września 1939 został aresztowany przez sowietów, a następnie był przetrzymywany w obozie w Ostaszkowie. Na wiosnę 1940 został wywieziony i zamordowany w siedzibie Obwodowego Zarządu NKWD w Kalininie (obecnie Twer) przez funkcjonariuszy oraz pracowników NKWD przybyłych z Moskwy na mocy decyzji Biura Politycznego KC WKP(b) z 5 marca 1940. Jest pochowany na terenie obecnego Polskiego Cmentarza Wojennego w Miednoje.

## Upamiętnienie
W 2007 pośmiertnie został awansowany do stopnia inspektora Policji Państwowej.
30 maja 2010, ramach akcji „Katyń... pamiętamy” / „Katyń... Ocalić od zapomnienia”, Wincenty Kwiatkowski został uhonorowany poprzez zasadzenie Dębu Pamięci przy Zespole Szkół nr 2 w Humniskach.

## Ordery i odznaczenia
- Krzyż Niepodległości – 16 marca 1937 „za pracę w dziele odzyskania niepodległości”[7]
- Krzyż Walecznych dwukrotnie – 1922 za służbę w Milicji Miejskiej m. Warszawy[8][9][1]
- Srebrny Krzyż Zasługi[1]
- Medal Dziesięciolecia Odzyskanej Niepodległości[1]
- Krzyż Kampanii Wrześniowej - pośmiertnie 1 stycznia 1986[10]